# Yuzo Kurihara
Yuzo Kurihara (Yokohama, 18. rujna 1983.) japanski je nogometaš.

## Klupska karijera
Igrao je za Yokohama F. Marinos.

## Reprezentativna karijera
Za japansku reprezentaciju igrao je od 2006. do 2013. godine. Odigrao je 20 utakmice postigavši 3 pogodaka.
S japanskom reprezentacijom Yuzo Kurihara je igrao na Kupa konfederacija 2013.

## Statistika
| Japan  | Japan | Japan |
| Godina | Nast. | Gol.  |
| ------ | ----- | ----- |
| 2006.  | 1     | 0     |
| 2007.  | 0     | 0     |
| 2008.  | 0     | 0     |
| 2009.  | 0     | 0     |
| 2010.  | 4     | 0     |
| 2011.  | 3     | 0     |
| 2012.  | 5     | 2     |
| 2013.  | 7     | 1     |
| Ukupno | 20    | 3     |

## Vanjske poveznice
- National Football Teams
- Japan National Football Team Database